# برگشت سرمای جنوبگان

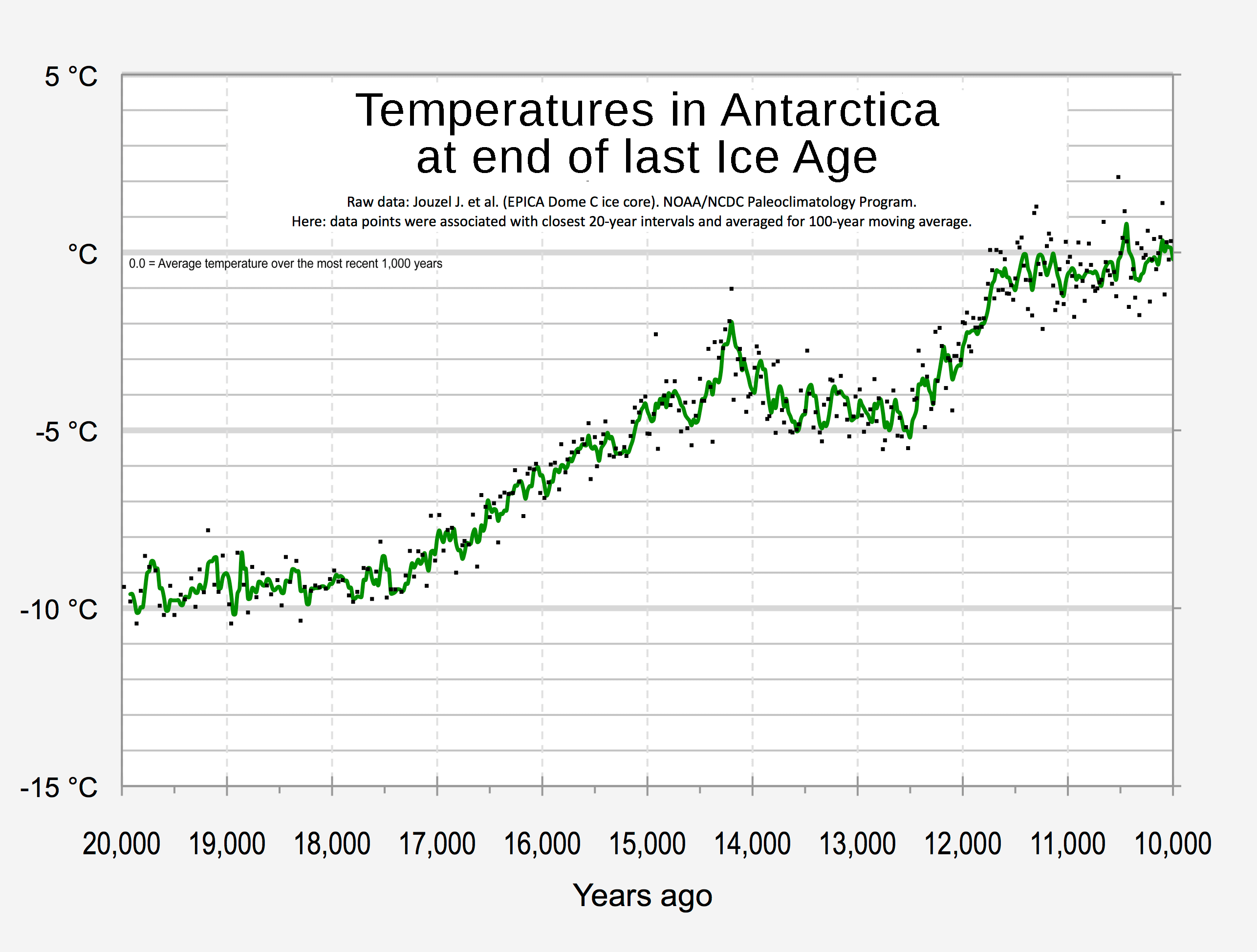
نمودار ناهنجاری دما از ۲۰۰۰۰ سال پیش تا ۱۰۰۰۰ سال پیش، دوره زمانی شامل بهبودی از آخرین عصر یخبندان. داده‌ها از EPICA Dome C Ice Core است.

برگشت سرمای جنوبگان یا وارونگی سرمای جنوبگان (به انگلیسی: Antarctic Cold Reversal)، یک بخش مهم از سرد شدن در تاریخ آب و هوای زمین در طول کاهش یخبندان در پایان آخرین عصر یخبندان بود. این پدیده پیچیدگی تغییرهای آب و هوایی در گذار از دوره پلیستوسن به دوران هولوسن را نشان می‌دهد.